# Всеобщие выборы в Боснии и Герцеговине (2014)
Всеобщие выборы в Боснии и Герцеговине прошли 12 октября 2014 года.

## Особенности
Граждане избрали трёх членов Президиума (Республика Сербская — серб, Федерация Боснии и Герцеговины — бошняк и хорват) и 42 депутатов Палаты представителей Парламентской Скупщины Боснии и Герцеговины на основе пропорционального представительства, а также председателей и депутатов законодательных органов двух субъектов. По некоторым оценкам, проведение выборов обошлось бюджету страны в 4,5 миллиона евро. Между тем, Босния и Герцеговина является одной из наиболее бедных стран Европы, в которой безработица достигает 44 %.

## Кандидаты

### В Президиум

#### Бошняки
| Имя                 | Партия | Партия                                             |
| ------------------- | ------ | -------------------------------------------------- |
| Джебраил Байрамович |        | Партия диаспоры Боснии и Герцеговины               |
| Мустафа Керич       |        | независимый                                        |
| Бакир Хаджиомерович |        | Социал-демократическая партия Боснии и Герцеговины |
| Сефер Халилович     |        | Патриотическая партия Боснии и Герцеговины         |
| Бакир Изетбегович   |        | Партия демократического действия                   |
| Мирсад Кебо         |        | независимый                                        |
| Фахрудин Радонцич   |        | Союз за лучшее будущее БиГ                         |
| Эмир Сулджагич      |        | Демократический фронт                              |
| Халил Тузлич        |        | независимый                                        |
| Адиль Жигич         |        | независимый                                        |

#### Хорваты
| Имя           | Партия | Партия                                                      |
| ------------- | ------ | ----------------------------------------------------------- |
| Живко Будимир |        | Партия справедливости и доверия                             |
| Драган Чович  |        | Хорватское демократическое содружество Боснии и Герцеговины |
| Анто Попович  |        | Демократический фронт                                       |
| Мартин Рагуж  |        | Хорватский демократический фронт 1990                       |

#### Сербы
| Имя              | Партия | Партия                     |
| ---------------- | ------ | -------------------------- |
| Желька Цвиянович |        | СНСД—ДНА—СПРД              |
| Младен Иванич    |        | ПДП—СДП                    |
| Горан Жмияняч    |        | Партия правильной политики |

### На пост Президента Республики Сербской
| Имя              | Партия | Партия                                                      |
| ---------------- | ------ | ----------------------------------------------------------- |
| Милорад Додик    |        | СНСД—ДНС—СПРД                                               |
| Жосип Жеркович   |        | Хорватское демократическое содружество Боснии и Герцеговины |
| Рамиз Салкич     |        | Партия демократического действия                            |
| Энес Сульканович |        | Социал-демократическая партия Боснии и Герцеговины          |
| Огнен Тадич      |        | ПДП—СДП                                                     |

## Голосование
Избирательные участки в Боснии и Герцеговине открылись 12 октября в 7 часов утра, а закрылись в 19:00 (9.00 и 21.00, соответственно, по московскому времени). В избирательных списках находилось свыше 65 политических организаций и независимых кандидатов. Правом голоса обладали около 3 миллионов 200 тысяч граждан страны. По данным Центральной избирательной комиссии БиГ явка в целом по стране составила 50,1 %, в Республике Сербской — 53,15 %, в Федерации Боснии и Герцеговины — 48,27 %.

## Результат
Партия демократического действия набрала большинство голосов (305 715 голосов) и получила ещё 3 места в парламенте (после выборов — 10)
СНСД (255 156 голосов) потерял 2 места (после выборов — 6)
Сербская Демократическая Партия (211 603 голоса) получила 1 место (после выборов — 5)
Демократический фронт (150 767 голосов) получил 5 мест (после выборов — 5)
Союз за лучшее будущее БиГ (142 003) сохранил прежнее количество мест (после выборов — 4)
Хорватское демократическое содружество Боснии и Герцеговины получило 1 место (после выборов — 4)